# Даверіо
Даверіо (італ. Daverio) — муніципалітет в Італії, у регіоні Ломбардія,  провінція Варезе.
Даверіо розташоване на відстані близько 530 км на північний захід від Рима, 50 км на північний захід від Мілана, 7 км на південний захід від Варезе.
Населення — 3115 осіб (2014).

## Демографія
Населення за роками:

Станом на 1 січня 2023 року в муніципалітеті офіційно проживало 146 іноземців з 35 країн, серед них 28 громадян країн Євросоюзу та 7 громадян України.

## Сусідні муніципалітети
- Аццате
- Бодіо-Ломнаго
- Казале-Літта
- Крозіо-делла-Валле
- Галліате-Ломбардо